# هربرت ریشتر
هربرت ریشتر (انگلیسی: Herbert Richter؛ زادهٔ ۲۶ آوریل ۱۹۴۷) دوچرخه‌سوار اهل آلمان است.
وی در مسابقات کشوری و بین‌المللی در مجموع برندهٔ ۳ مدال نقره شده‌است.